# Погроньє (футбольний клуб)
«Погроньє» (словац. FK Pohronie) — словацький футбольний клуб з міста Ж'яр-над-Гроном, заснований 2012 року. Домашні матчі проводить на Міському стадіоні.

## Історія
Футбольний клуб «Погроньє» був створений в 2012 році в результаті об'єднання команд «Сокол» (Дольна Жданя) і «Ж'яр-над-Гроном». У першому ж сезоні 2012/13 клуб виграв третій дивізіон і вийшов до другої словацької ліги, де провів наступні шість років.
У сезоні 2018/19 клуб виграв другий дивізіон і вперше в історії вийшов до Цоргонь ліги, вищого дивізіону Словаччини.